# Mladen Palac
Mladen Palac (ur. 18 lutego 1971 w Donji Mamići w Bośni i Hercegowinie) – chorwacki szachista i trener szachowy (FIDE Trainer od 2005), arcymistrz od 1993 roku.

## Kariera szachowa
Do ścisłej czołówki chorwackich szachistów należy od połowy lat 90. XX wieku. Wielokrotnie startował w finałach indywidualnych mistrzostw kraju, trzykrotnie (2001, 2004, 2008) zdobywając złote medale. W 2006 r. zdobył w Cannes brązowy medal mistrzostw Europy w szachach błyskawicznych.
Odniósł wiele indywidualnych sukcesów na arenie międzynarodowej, zwyciężając bądź dzieląc I miejsca m.in. w:
- Chartres (1990),
- Hartbergu (1991, dz.I m. wspólnie z m.in. Milanem Vukiciem, Thomasem Enstem i Aleksandrem Baburinem),
- Borovie (1991),
- Grazu (1995, wspólnie z Dharshanem Kumaranem),
- Zadarze – dwukrotnie (1996, 1999),
- Cannes (1996, wspólnie z m.in. Władysławem Tkaczewem, Josifem Dorfmanem, Matthew Sadlerem, Drazenem Sermkiem, Josephem Gallagherem i Miodragiemn Todorceviociem),
- Biel (1998),
- Puli (1998, wspólnie z Olegiem Romaniszynem, Aleksandrem Delczewem i Mišo Cebalo),
- Lizbonie (2000, wspólnie z Erikiem van den Doelem, Ildarem Ibragimowem i Leinierem Dominguezem),
- Paryżu (2000, wspólnie z m.in. Igorem Glekiem, Joelem Lautierem, Andriejem Szczekaczewem i Zigurdsem Lanką),
- Puli (2000, wspólnie z Mišo Cebalo i Zdenkiem Kožulem),
- Oberwart (2001, wspólnie z m.in. Weresławem Eingornem, Robertem Zelciciem, Michaiłem Ułybinem, Ognjenem Cvitanem i Władimirem Dobrowem),
- Cap d'Agde (2002, wspólnie z m.in. Cyrilem Marcelinem, Robertem Fontaine'em, Wadimem Małachatko i Michaiłem Brodskim),
- Reggio Emilia (2002/03, wspólnie z Jeanem-Lukiem Chabanonem),
- Cannes (2003, wspólnie z m.in. Friso Nijboerem, Christianem Bauerem, Miłko Popczewem i Kimem Pilgaardem(inne języki)),
- Cap d'Agde (2003, wspólnie z Igorem Miladinoviciem),
- Lublanie (2004, wspólnie z Robertem Zelčiciem, Ivanem Ivaniseviciem, Bojanem Kurajicą, Janezem Barle(inne języki) i Zdenkiem Kožulem),
- Cannes (2004, wspólnie z Simenem Agdesteinem),
- Menton (2004),
- Cannes (2006, wspólnie z Robertem Zelčiciem, Fabienem Libiszewskim i Micheilem Kekelidze),
- Cap d'Agde (2006, wspólnie z Goranem Dizdarem i Anthonym Kostenem)[3],
- Genewie (2007, wspólnie z m.in. Mihajlo Stojanoviciem(inne języki) i Christianem Bauerem),
- Oberwart (2008, wspólnie z m.in. Davitem Szengelią, Davidem Arutinianem, Robertem Rabiegą i Imre Herą),
- Zagrzebiu (2008, wspólnie z Robertem Zelčiciem i Ante Sariciem(inne języki)),
- Dubrowniku (2008),
- Schwarzach (2008, wspólnie z Robertem Zelčiciem i Zoranem Jovanoviciem(inne języki)),
- Cap d'Agde (2008).

Wielokrotnie reprezentował Chorwację w turniejach drużynowych, m.in.:
- pięciokrotnie na olimpiadach szachowych (w latach 1996, 2006, 2008, 2010, 2012)[4],
- na drużynowych mistrzostwach świata (w roku 1997)[5]
- sześciokrotnie na drużynowych mistrzostwach Europy (w latach 1997, 1999, 2005, 2007, 2011, 2013); trzykrotny medalista: indywidualnie – dwukrotnie złoty (1997 – na III szachownicy, 2005 – na II szachownicy) i brązowy (1999 – na II szachownicy)[6]
- dwukrotnie na turniejach o Puchar Mitropa (Mitropa Cup) (w latach 1997, 1999); dwukrotny medalista: wspólnie z drużyną – srebrny (1997) i brązowy (1999)[7].

Najwyższy ranking w dotychczasowej karierze osiągnął 1 lipca 1999 r., z wynikiem 2610 punktów dzielił wówczas 65-66. miejsce na światowej liście FIDE (wspólnie z Larrym Christiansenem), jednocześnie zajmując 2. miejsce wśród chorwackich szachistów (za Zdenkiem Kožulem).